# Gregg L. Semenza
Gregg Leonard Semenza (ur. 12 lipca 1956 w Nowym Jorku) – amerykański lekarz, profesor Uniwersytetu Johnsa Hopkinsa, wraz z Peterem Ratcliffe’em i Williamem Kaelinem Jr. współlaureat Nagrody Nobla w dziedzinie fizjologii i medycyny w 2019 roku za „ich odkrycia jak komórki wyczuwają i adaptują się do dostępności tlenu”.
Doktorat uzyskał w 1984 roku na Uniwersytecie Pensylwanii.